# Immunologisch adjuvant
Adjuvanten zijn stoffen die de immunogeniciteit van antigenen versterken. Om dit te bewerkstelligen wordt het adjuvant eerst gemengd met het antigeen en vervolgens geïnjecteerd.
Adjuvanten worden vaak gebruikt voor klinische doeleinden zoals bij vaccinaties om zodoende de immuunrespons tegen een antigeen met een lage immunogeniciteit te verhogen. Adjuvanten worden ook gebruikt in het onderzoek om immuunresponsen in proefdieren te bewerkstelligen. Hierbij kan gedacht worden aan de productie van antilichamen in geiten en konijnen. Een andere mogelijkheid is om een immuunrespons tegen een lichaamseigen eiwit te stimuleren en zo een model voor een bepaalde auto-immuunziekte te verkrijgen zoals in EAE (MS) en EAMG (myasthenia gravis), waarbij adjuvant wordt geïnjecteerd met respectievelijk MBP of acetylcholinereceptor. 

## Effect van adjuvanten
Over het algemeen heeft een adjuvant één of meer van de volgende effecten:
- Het antigeen is langer beschikbaar.
- Costimulatieve signalen worden versterkt.
- Lokale ontstekingsreactie wordt vergroot.
- De proliferatie van lymfocyten wordt gestimuleerd.

## Bekende adjuvanten
- Aluin
- Freunds compleet adjuvant
- Freunds incompleet adjuvant
- Titermax